# Dicranomyia (Neolimnobia) diva
Dicranomyia (Neolimnobia) diva is een tweevleugelige uit de familie steltmuggen (Limoniidae). De soort komt voor in het Neotropisch gebied.